# Shirane
Pour les articles homonymes, voir Shirane (homonymie).
Shirane (白根町, Shirane-machi) est un ancien bourg de la préfecture de Yamanashi, ayant existé jusqu'au 1er avril 2003, date de sa fusion avec les bourgs de Kushigata, Kōsai et Wakakusa ainsi que les villages de Hatta et Ashiyasu pour former la ville de Minami-Alps. Il faisait partie du district de Nakakoma.

## Géographie

### Topographie et hydrographie
Shirane est situé dans le centre de la préfecture de Yamanashi, à l'extrémité ouest du bassin de Kōfu (ja). La partie occidentale de la ville fait partie des monts Koma (巨摩山地), tandis que la partie orientale est dans le cône de déjection de la rivière Kamanashi et de la rivière Midai (ja) (御勅使川), où ses affluents, les rivières Goanzawa (御庵沢川) et Shio (ja) (塩川), se joignent à la rivière Midai et s'écoulent vers l'est.
Il y a peu d'habitations dans la partie occidentale de la ville, mais il y a des habitations dans les plaines orientales, et des vergers de pêches, de prunes, de cerises et de raisins, ainsi que des zones résidentielles. La route nationale 52 (ja) traverse la ville du nord au sud. 

### Villes limitrophes

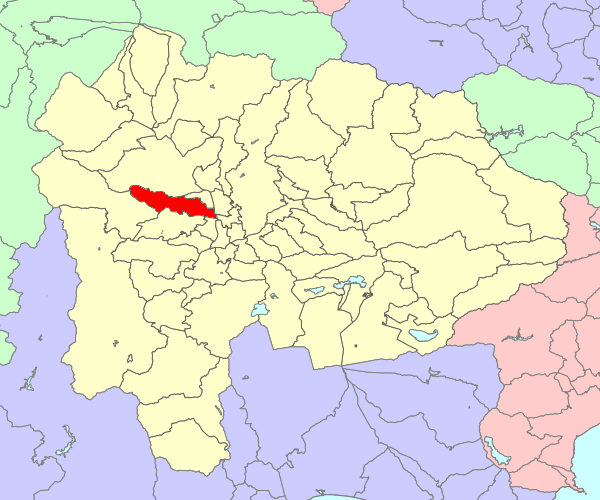
Localisation de Shirane dans la préfecture de Yamanashi (tracés territoriaux du 1er avril 2003).

Entités territoriales limitrophes à la date de la fusion du 1er avril 2003. À sa fondation en 1954, Shirane est entouré de l'ouest vers l'est des villages de Minamoto (ja) (源村), Mikage (ja) (御影村), Tanooka (ja) (田之岡村), Tamahata (ja) (玉穂村), Shōwa (昭和村), Wakakusa (若草村) et Yutaka (ja) (豊村) et du bourg de Kushigata (櫛形町), tous du district de Nakakoma. Il possède aussi l'enclave ouest de l'ancien village d'Iino (ja) (飯野村), entouré par Minamoto au nord et Kushigata au sud. Le 3 mai 1956, Tanooka et Mikage fusionnent pour former le village de Hatta (八田村). Le 30 septembre de la même année, Tamahata fusionne avec le village de Ryūō (竜王村) pour former le bourg de Ryūō (竜王町). Le 1er mai 1959, en absorbant Minamoto, Shirane devient subséquemment voisin de la ville de Nirasaki (韮崎市, district de Kitakoma) au nord et du village d'Ashiyasu (芦安村) à l'ouest. Le 1er octobre de la même année, Wakakusa est élevé au rang de bourg. Le 1er avril 1960, Kushigata absorbe le village de Yutaka. Le 1er avril 1971, Shōwa est élevé au rang de bourg.

## Histoire

### Préhistoire et Antiquité
La région ouest est une zone régulièrement sujette aux inondations, puisqu'elle se trouve dans le lit majeur des rivières Kamanashi et Midai, et les sites archéologiques répartis dans la zone de la ville sont rares dans la partie orientale. Les sites archéologiques sont concentrés dans la partie ouest de la ville, dans le cours supérieur de la rivière Midai, notamment les sites de Tsukiyama (築山遺跡) et d'Iidaira (飯平遺跡) datant de la période Jōmon moyenne, en plus des tumuli d'Otsuki (おつき穴古墳) à Kamisuwa et de Kanayama (金山塚) à Zaikezuka (ja) (在家塚村). Des tumuli tardifs de la période Kofun avec des chambres en pierre à trous latéraux (ja) ont également été découverts.
Avec l'ancien village de Hatta, il aurait appartenu à la région de Ma'aino (馬相野空閑地) accordée au prince Kuzuhara (ja) (葛原親王) dans l'article d'avril 835 du Shoku Nihongi. Pendant la période Heian, des sites de colonisation tels que le site d'Ōtsuka (大塚遺跡), le site d'Ishibashi Kitayashiki (石橋北屋敷遺跡) et le site de Dōdō (ja), où des ossements de chevaux enterrés et des poteries à écriture à l'encre Kai ont été excavés.

### Moyen Âge
Le seigneur local de la période médiévale est également inconnu, mais à la fin de la période Heian, des membres du clan Gen de Kai (ja) (甲斐源氏, Kai Gen-ji) se sont installés dans différentes parties du bassin de Kōfu, et le clan Kagami (ja) (加賀美氏) a pris de l'importance dans la partie occidentale du bassin. Il a donc été suggéré que la zone de la ville était également sous l'influence du clan Kagami, qui était basé au manoir de Kagami (ja) (加々美荘). Durant l'époque Nanboku-chō, selon le Taiheiki, archives des dynasties du Nord et du Sud, la première année de l'ère Kan'ō (1350), des conflits internes dans le clan Ashikaga, datant de l'époque de Kamakura causent l'incident de Kan'ō. Dans la région, le Kantō Kanrei (ja) Kō no Morofuyu (高師冬, -1351) et le général local Uesugi Noriaki (ja) (上杉憲顕, 1306-1368) se battent. Shifuyu s'est enfui de la province de Musashi (région de Tokyo d'aujourd'hui) vers la province de Kai et s'est retranché dans le château de Susawa (須沢城) à Ōarashi, où il a résisté avec le seigneur du château Henmi Magoroku (逸見孫六入道), où il meurt l'année suivante. Cela suggère que le clan Henmi (ja) (逸見氏) régnait également sur la région.
En 1520 (Eishō 17), pendant la période Sengoku, une bataille a eu lieu près de Kamisuwa, au cours de laquelle le seigneur de Kai Takeda Nobutora (武田 信虎, 1493-1574) a vaincu les forces nationalistes opposées, y compris les clans Henmi et Ōi (ja) (大井氏). Du règne du seigneur suivant Takeda Shingen (武田 信玄, 1521-1573) jusqu'au début de l'ère moderne, des travaux de lutte contre les inondations ont été réalisés et des barrages comme les Têtes de pierres en forme de pièces de shōgi et des piles de pierre ont été réparties dans la région. L'ancien village adjacent de Hatta a également été colonisé et contrôlé par le clan Kanamaru (ja) (金丸氏), un vassal de Takeda Shingen (ja).

### Époque moderne
Jusqu'à l'époque moderne, la région de la ville était une zone en proie aux sécheresses avec une faible disponibilité en eau, connue sous le nom des « Sept villages de la Plaine » (原七郷), mais l'aménagement du barrage de Tokushima (ja) à l'époque moderne a atténué les pénuries d'eau dans certaines parties de la région de la ville. À la fin de l'époque d'Edo, une école locale, le Shōseidō (ja) (松聲堂), a été créée dans le village de Nishino. L'école est également connue pour l'érudit confucéen Matsui Kansei (ja) (松井 渙斎, 1086-1854) ministre du shogunat, qui y a enseigné. Le Shōseidō est devenu une école primaire dans le cadre de la réforme du système scolaire de l'ère Meiji (1868-1912). Il s'agit aujourd'hui de l'école primaire de Shirane-Est.
Depuis le début de l'ère Meiji jusqu'à l'ère Taishō, la question de l'estuaire de la rivière Noro (ja) (野呂川) a fait l'objet de pétitions répétées auprès de la préfecture afin d'assurer l'approvisionnement en eau pour l'agriculture et l'eau potable, mais après la guerre, elle a été sérieusement mise en œuvre sous la forme d'un projet de rénovation sous l'administration de l'homme politique local Hisashi Amano (ja) (天野 久, 1892-1968), qui a effectué quatre mandats à partir de 1951. En conséquence, en 1956, le problème de l'eau potable a été résolu grâce à ce projet et, en 1960, la pénurie d'eau qui sévissait depuis longtemps dans la région de « Sept villages de la Plaine » a été résolue grâce à l'achèvement du système d'approvisionnement en eau de la rivière Noro.
En 1965, un projet national, le projet d'amélioration des terres dans la zone de la rive droite de la rivière Kamanashi, a été mis en œuvre et une série de projets ont été réalisés, notamment le revêtement en béton du barrage de Tokushima, la rénovation de l'estuaire de la rivière Kamanashi, le stockage de l'eau par des étangs de régulation et l'irrigation par aspersion, et de nombreux champs ont été développés et sont devenus un substrat de culture d'arbres fruitiers dans la période de l'Après-guerre.
En 1925, la Compagnie ferroviaire électrique de Kōfu (甲府電車軌道株式会社, plus tard connue sous le nom de Compagnie ferroviaire électrique de Yamanashi (ja) (山梨電気鉄道)) a été créée et la ligne de tramway Yamanashi Kōtsū a été ouverte de Kōfu à Aoyagi, quartier du bourg de Masuho (増穂町, aujourd'hui Fujikawa) en direction de Kajikazawa (鰍沢町), qui a été entièrement ouverte en 1937. La ligne de tramway traversait le pont Kaikoku (ja) (開国橋), passait par la ville, croisait la route historique Suruga-Shinano et se dirigeait vers le sud en direction d'Ogasawara (ja) (小笠原村, plus tard devenu Kushigata). Après la guerre, la fréquentation a décliné en raison de la circulation des bus et a été fermée en 1962. Le bourg moderne de Shirane est créé le 1er avril 1954 par la fusion du bourg de Koma (ja) (巨摩町), des villages de Nishino (ja) (西野村), d'Imasuwa (ja) (今諏訪村) et de Hyakuta (ja) (百田村). Le nom fait référence aux trois monts Shirane (ja), dans la région. Le symbole municipal est choisi le 2 octobre quelques mois plus tard. Le 1er novembre 1957, Shirane absorbe les ōaza (ja) (type de hameaux) de Kuruwadashinden (曲輪田新田), Iinoshinden (飯野新田) et Tsukiyama (築山) du village de Minamoto, de sorte à éliminer l'enclave ouest d'Iino. Le 1er mai, deux ans plus tard, le reste du village de Minamoto est intégré à Shirane.
À l'époque moderne, la culture du tabac a baiss au profit de la sériciculture. Dans l'Après-guerre, la sériciculture a été remplacée par la culture d'arbres fruitiers, principalement des pêches et des cerises, et de plantes ornementales. Le 1er avril 2003, les bourgs de Kushigata, Kōsai, Wakakusa et Shirane et les villages de Hatta et Ashiyasu fusionnent pour créer la ville de Minami-Alps (南アルプス市), en l'honneur des monts Akaishi, aussi surnommées « Alpes du Sud » (Minami arupusu). Dès lors, Shirane cesse d'exister en tant qu'entité municipale indépendante.

## Éducation

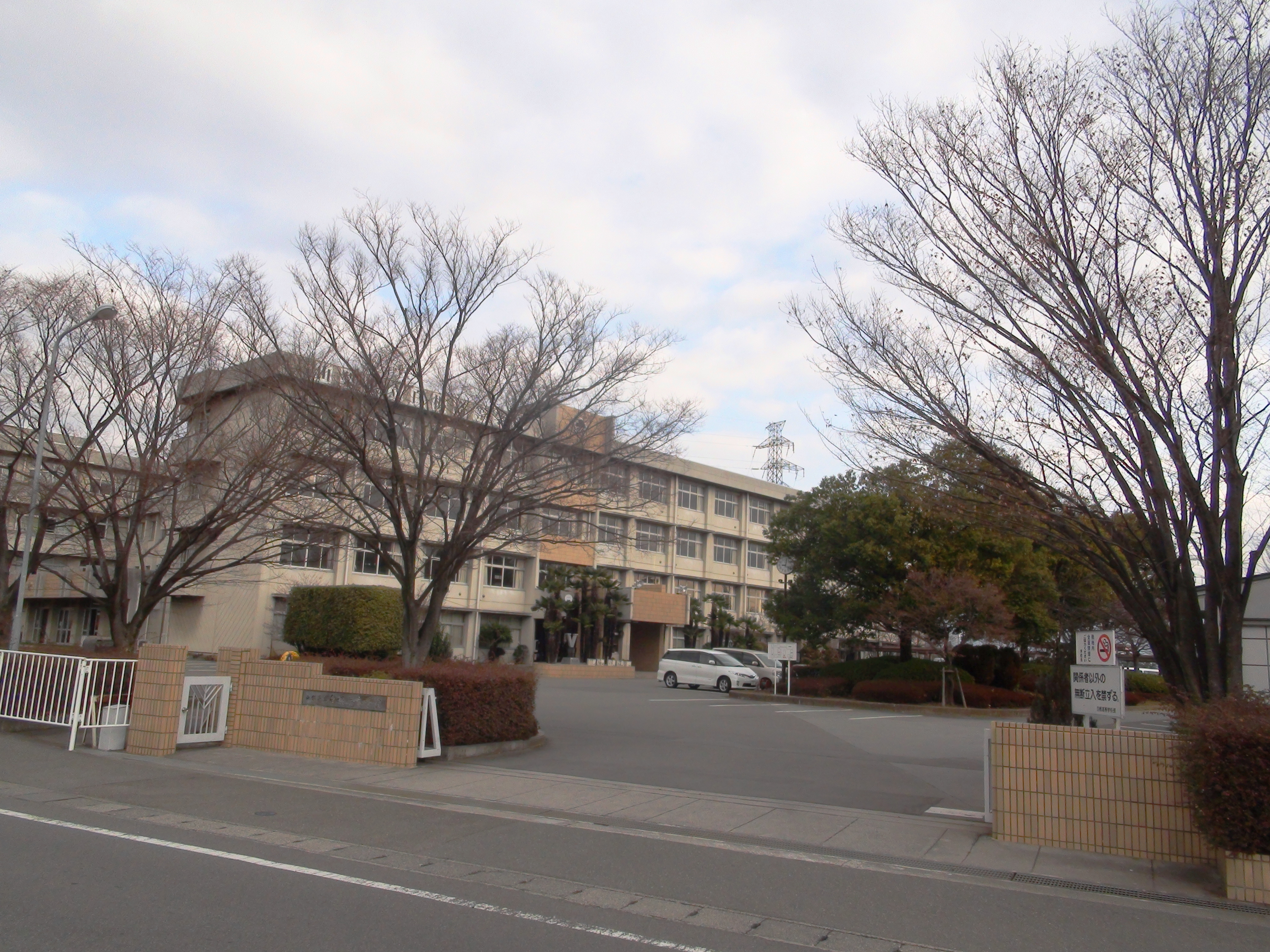
Lycée de Shirane.

On y trouve le lycée de Shirane (ja) (山梨県立白根高等学校) et les collèges Shirane-Midai (ja) (南アルプス市立白根御勅使中学校) et Shirane-Koma (白根巨摩中学校) qui couvrent l'éducation intermédiaire. Les quatre écoles primaires sont Shirane-Minamoto, Shirane-Iino, Shirane-Est et Shirane-Hyakuta.

## Transports
Shirane est rejoignable par la route nationale 52 (ja), sur laquelle se trouve l'échangeur de Shirane (ja). On trouve aussi la halte routière de Shirane (ja). 

## Culture et patrimoine
- Kinpō Eigakan (金峰映画館), salle de cinéma et théâtre, années 1960.
- Shirane Cinema (白根シネマ), salle de cinéma, années 1960.
- Petite pagode du Zen'nō-ji (善応寺), désigné bien culturel important préfectural.
- Tête de lion en bois du sanctuaire shinto Suwa (百々の諏訪神社), bien culturel important préfectural.
- Statue en bois d'Amida Nyōrai du Jiraku-ji (常楽寺), bien culturel important préfectural.
- Pièce d'autel (ja) du Kuhon-ji (久本寺), bien culturel important préfectural.
- Érable géant de Shirane, dans une maison de Dōdō, désignée bien culturel en 1960.
- Genévrier d'Ōarashi (大嵐) au temple Zen'nō-ji, désigné en 1968.

Plusieurs objets sacrés datant de l'époque Heian ont été découverts au Zen'nō-ji en 1913.

## Personnes notables
- Tōru Ariizumi (ja) (有泉 亨, Ariizumi Tōru?, 1906-1999), juriste.
- Shin Kanemaru (金丸 信, Kanemaru Shin?, 1914-1996), homme politique [ancien village d'Imasuwa].
- Kineo Fukuda (ja) (福田 甲子雄, Fukuda Kineo?, 1927-2005), poète [ancien village d'Iino].
- Shūji Fukuda (ja) (福田 修二, Fukuda Shūji?, 1951-), homme d'affaires.
- Yūko Hōjō (ja) (北条 裕子, Hōjō Yūko?, 1985-), romancière.
- Ippei Wakao (ja) (若尾 逸平, Wakao Ippei?, 1821-1913), banquier et homme politique, 1er maire de Kōfu [ancien village de Zaikezuka].